# Estonia en los Juegos Olímpicos de Los Ángeles 1932
Estonia estuvo representada en los Juegos Olímpicos de Los Ángeles 1932 por un total de 2 deportistas que compitieron en 2 deportes.  
El portador de la bandera en la ceremonia de apertura fue el luchador Osvald Käpp. El equipo olímpico estonio no obtuvo ninguna medalla en estos Juegos.